# Grasski-Weltcup in Marbach
Der Grasski-Weltcup in Marbach gehört seit der Saison 2007 zum Grasski-Weltcup. Er wird vom Internationalen Ski-Verband (FIS) veranstaltet. Die Rennen finden auf der Piste Marbachegg statt.

## Geschichte
Der Grasskiclub Escholzmatt-Marbach sammelte in den Jahren 2000, 2001, 2004, 2005 und 2006 mit den FIS-Rennen erste Erfahrung im Grasski. 2007 führte der Verein erstmals Weltcuprennen durch. In der Saison 2008 wurde der Weltcup Slalom in Hochstuckli nach Marbach verlegt, weil die Piste wegen lang anhaltenden Regenfällen so stark durchnässt war, dass sie nicht mehr befahrbar war. Aus finanziellen Gründen wurde in der Saison 2010 kein Weltcuprennen durchgeführt. 2011 wurde aus Kostengründen ein Weltcup und ein FIS-Rennen veranstaltet. 2012 wurde der Super-G der Damen und Männer wegen Nebel abgesagt. 2013 fand zum ersten Mal das Weltcupfinale statt. Nach 2017 sollte nach langer Zeit wieder im Jahr 2022 in Marbach ein Grasski-Weltcup stattfinden, dieser musste wegen dichten Nebel abgesagt werden.

## Ergebnisse

### Frauen
| Auflage | Saison               | Disziplin      | Sieger                                            | Zweiter                                           | Dritter                                           |
| ------- | -------------------- | -------------- | ------------------------------------------------- | ------------------------------------------------- | ------------------------------------------------- |
| 01      | 2007                 | Riesenslalom   | Ingrid Hirschhofer                                | Nadja Vogel                                       | Ilaria Sommavilla                                 |
| 01      | 2007                 | Super G        | Ingrid Hirschhofer                                | Nadja Vogel                                       | Anna-Lena Büdenbender                             |
| 02      | 2008                 | Slalom         | Cristina Mauri                                    | Anna-Lena Büdenbender                             | Ingrid Hirschhofer                                |
| 02      | 2008                 | Super G        | Ingrid Hirschhofer                                | Anna-Lena Büdenbender                             | Zuzana Gardavská                                  |
| 02      | 2008                 | Riesenslalom   | Ingrid Hirschhofer                                | Anna-Lena Büdenbender                             | Petra Mlejnková                                   |
| 03      | 2009                 | Riesenslalom   | Ingrid Hirschhofer                                | Zuzana Gardavská                                  | Jacqueline Gerlach                                |
| 03      | 2009                 | Super G        | Ingrid Hirschhofer                                | Anna-Lena Büdenbender                             | Bianca Lenz                                       |
| 04      | 2011                 | Super G        | Zuzana Gardavská                                  | Ingrid Hirschhofer                                | Bianca Lenz                                       |
| 05      | 2012                 | Riesenslalom   | Ingrid Hirschhofer                                | Anna-Lena Portmann                                | Ilaria Sommavilla                                 |
| 05      | 2012                 | Super G        | Wegen dichtem Nebel ist der Wettkampf ausgefallen | Wegen dichtem Nebel ist der Wettkampf ausgefallen | Wegen dichtem Nebel ist der Wettkampf ausgefallen |
| 06      | 2013 (Weltcupfinale) | Riesenslalom   | Jacqueline Gerlach                                | Ingrid Hirschhofer                                | Ilaria Sommavilla                                 |
| 06      | 2013 (Weltcupfinale) | Super G        | Ingrid Hirschhofer                                | Lisa Wusits                                       | Jacqueline Gerlach                                |
| 06      | 2013 (Weltcupfinale) | Parallelslalom | Veronika Cvašková                                 | Barbara Míková                                    | Jacqueline Gerlach                                |
| 07      | 2014                 | Riesenslalom   | Kristin Hetfleisch                                | Jacqueline Gerlach                                | Ingrid Hirschhofer                                |
| 07      | 2014                 | Super G        | Kristin Hetfleisch                                | Barbara Míková                                    | Ingrid Hirschhofer                                |
| 08      | 2015                 | Riesenslalom   | Kristin Hetfleisch                                | Barbara Míková                                    | Jacqueline Gerlach                                |
| 08      | 2015                 | Super G        | Barbara Míková                                    | Adéla Kettnerová                                  | Kristin Hetfleisch                                |
| 09      | 2016                 | Riesenslalom   | Jacqueline Gerlach                                | Kristin Hetfleisch                                | Barbara Míková                                    |
| 09      | 2016                 | Super G        | Barbara Míková                                    | Jacqueline Gerlach                                | Kristin Hetfleisch                                |
| 10      | 2017                 | Riesenslalom   | Barbara Míková                                    | Jacqueline Gerlach                                | Kristin Hetfleisch                                |
| 10      | 2017                 | Super G        | Barbara Míková                                    | Jacqueline Gerlach                                | Adéla Kettnerová                                  |
| 11      | 2022                 | Riesenslalom   | Wegen dichtem Nebel ist der Wettkampf ausgefallen | Wegen dichtem Nebel ist der Wettkampf ausgefallen | Wegen dichtem Nebel ist der Wettkampf ausgefallen |
| 11      | 2022                 | Super G        | Wegen dichtem Nebel ist der Wettkampf ausgefallen | Wegen dichtem Nebel ist der Wettkampf ausgefallen | Wegen dichtem Nebel ist der Wettkampf ausgefallen |

### Männer
| Auflage | Saison               | Disziplin      | Sieger                                            | Zweiter                                           | Dritter                                           |
| ------- | -------------------- | -------------- | ------------------------------------------------- | ------------------------------------------------- | ------------------------------------------------- |
| 01      | 2007                 | Riesenslalom   | Jan Němec                                         | Edoardo Frau                                      | Fausto Cerentin                                   |
| 01      | 2007                 | Super G        | Jan Němec                                         | Fausto Cerentin                                   | Riccardo Lorenzone                                |
| 02      | 2008                 | Slalom         | Stefan Portmann                                   | Riccardo Lorenzone                                | Michael Stocker                                   |
| 02      | 2008                 | Super G        | Jan Gardavský                                     | Edoardo Frau                                      | Marcus Peschek                                    |
| 02      | 2008                 | Riesenslalom   | Edoardo Frau                                      | Riccardo Lorenzone                                | Marcus Peschek                                    |
| 03      | 2009                 | Slalom         | Jan Němec                                         | Riccardo Lorenzone                                | Stefan Portmann                                   |
| 03      | 2009                 | Super G        | Martin Štěpánek                                   | Stefan Portmann                                   | Jan Němec                                         |
| 04      | 2011                 | Super G        | Jan Němec                                         | Edoardo Frau                                      | Stefan Portmann                                   |
| 05      | 2012                 | Riesenslalom   | Stefan Portmann                                   | Jan Němec                                         | Mirko Hüppi                                       |
| 05      | 2012                 | Super G        | Wegen dichtem Nebel ist der Wettkampf ausgefallen | Wegen dichtem Nebel ist der Wettkampf ausgefallen | Wegen dichtem Nebel ist der Wettkampf ausgefallen |
| 06      | 2013 (Weltcupfinale) | Riesenslalom   | Stefan Portmann                                   | Edoardo Frau                                      | Martin Štěpánek                                   |
| 06      | 2013 (Weltcupfinale) | Super G        | Stefan Portmann                                   | Martin Štěpánek                                   | Jan Gardavský                                     |
| 06      | 2013 (Weltcupfinale) | Parallelslalom | Stefan Portmann                                   | Jan Gardavský                                     | Edoardo Frau                                      |
| 07      | 2014                 | Riesenslalom   | Stefan Portmann                                   | Edoardo Frau                                      | Jan Němec                                         |
| 07      | 2014                 | Super G        | Stefan Portmann                                   | Edoardo Frau                                      | Martin Štěpánek                                   |
| 08      | 2015                 | Riesenslalom   | Edoardo Frau                                      | Hannes Angerer                                    | Michael Stocker                                   |
| 08      | 2015                 | Super G        | Edoardo Frau                                      | Michael Stocker                                   | Martin Štěpánek Mirko Hüppi                       |
| 09      | 2016                 | Riesenslalom   | Edoardo Frau                                      | Stefan Portmann                                   | Hannes Angerer                                    |
| 09      | 2016                 | Super G        | Edoardo Frau                                      | Stefan Portmann                                   | Hannes Angerer                                    |
| 10      | 2017                 | Riesenslalom   | Stefan Portmann                                   | Edoardo Frau                                      | Martin Bartak                                     |
| 10      | 2017                 | Super G        | Stefan Portmann                                   | Jan Gardavský                                     | Hannes Angerer                                    |
| 11      | 2022                 | Riesenslalom   | Wegen dichtem Nebel ist der Wettkampf ausgefallen | Wegen dichtem Nebel ist der Wettkampf ausgefallen | Wegen dichtem Nebel ist der Wettkampf ausgefallen |
| 11      | 2022                 | Super G        | Wegen dichtem Nebel ist der Wettkampf ausgefallen | Wegen dichtem Nebel ist der Wettkampf ausgefallen | Wegen dichtem Nebel ist der Wettkampf ausgefallen |